# Tuấn Anh (nghệ sĩ cải lương)
Tuấn Anh (sinh ngày 27 tháng 12 năm 1961 - mất ngày 16 tháng 6 năm 2020) là nghệ sĩ cải lương quê ở Long An, người có giọng ca tự nhiên giống Minh Cảnh, huy chương bạc mùa đầu tiên (1993) giải Bông lúa vàng.

## Tiểu sử
Tuấn Anh tên thật là là Trần Minh Tuy, một phật tử với pháp danh Chánh Dũng (xem clip: Nghệ sĩ Tuấn Anh đã ra đi. Chùa Vĩnh Nghiêm. ngày 16 tháng 6 năm 2020.).
Ông sinh ngày 27 tháng 12 năm 1961, tại xã Hưng Điền, huyện Vĩnh Hưng, tỉnh Long An.

Năm 1976, Tuấn Anh học trường Nghệ thuật sân khấu 2. Sau khi tốt nghiệp thì về Đoàn Sài Gòn 2 hát được một năm rồi chuyển về Đoàn Đất Mũi, Đoàn Sông Hương.

Năm 1989, Tuấn Anh về Đoàn Trung Hiếu rồi Đoàn 1 nhà hát cải lương Trần Hữu Trang.

Đến năm 1995, Tuấn Anh bắt đầu hoạt động tự do, làm biên tập cho các hãng đĩa Dihavina, Rạng Đông, Bình Tây.
Tuấn Anh qua đời vì đột quỵ vào lúc 3:30 ngày 16 tháng 6 năm 2020 ở tuổi 58.

## Những vở cải lương đã tham gia
- Chim Việt ngựa Hồ (Tuỳ tướng Nhạc Phi)
- Bài ca tìm mẹ (Tư Vui)
- Đạo vàng muôn thưở (Thiên Nhân)
- Độc thủ đại hiệp hay Nặng gánh ân tình (Phương Thành)
- Giọt lệ tình (SG:Hùng Dũng)(Chánh Tâm)
- Hòn vọng phu (Dã Tràng)
- Kiếp hoa sầu (Hữu)
- Lỡ nhịp cầu duyên(Ngân)
- Mẹ ghẻ con chồng (Sen)
- Một kiếp bèo mây (Nam)
- Nắng ấm ngoại ô (Danh)
- Nắng ấm tình quê (Lượng)
- Nguyệt hổ vương (Trần Phong)
- Nối dịp cầu tre (Hiền)
- Thương nhớ một mình (Quân)
- Tình đầu nào có phôi pha (Hiển Đầu Trọc)
- Tình xưa còn đó (Tùng)
- Tơ hồng vấn vương (Thầy giáo Huân)
- Yêu lại tình đầu (Hiển)

## Các bài tân cổ, vọng cổ
Tuấn Anh nổi tiếng với bài ca cổ Thân em phận gái (Đặng Quang Vinh). Sau đây là một số bài vọng cổ mà nghệ sĩ trình bày:
- Chiều An Giang (Minh Thuỳ)
- Chiều trên Dương Xuân Hội (với Bạch Tuyết)
- Chuyến xe Miền Tây (Phương Đài,Viễn Châu)
- Đôi bạn nhớ Vu Lan (Thích Giác Viên) (với Châu Thanh)
- Em bé nghèo bán vé số (Lê Kiều)
- Giận hờn (với Mỹ Châu)
- Giữa chúng mình là mùa xuân (Minh Thuỳ) (với Phượng Liên)
- Hai lần đưa tiễn (Trần Minh Quang) (với Cẩm Tiên)
- Hoa khế vườn xưa (Diệp Vàm Cỏ)
- Ma Vương thỉnh Phật (Thích Giác Ân) (với Điền Tử Lan và Lương Tuấn)
- Mục Liên cứu mẹ (Thích Giác Viên)
- Mục Liên lạy Phật (Thích Giác Viên)
- Nhớ mẹ (Viễn Châu)
- Nhớ vợ hiền (Viễn Châu)
- Nồi cháo bông điên điển (Hồ Nam)
- Ông lão chèo đò (Viễn Châu)
- Tấm lòng của một lương y (Thích Minh Giới)
- Thân em phận gái (Đặng Quang Vinh)
- Vu Lan nhớ ngoại (Thích Giác Viên) (với Thanh Kim Huệ)
- Vu Lan nhớ Phật (Thích Giác Viên)
- Vượt đèn đỏ (Nhất Nương)(với Bạch Tuyết)
- Tần Quỳnh khóc bạn (Viễn Châu)

## Giải thưởng
- Huy chương bạc giải Bông lúa vàng năm 1993[3].